# (464545) 2016 CP35
(464545) 2016 CP35 es un asteroide perteneciente al cinturón de asteroides, descubierto el 13 de febrero de 2004 por el equipo Spacewatch desde el Observatorio Nacional de Kitt Peak (Arizona, Estados Unidos).